# GLASSY MUSIC
GLASSY MUSIC（グラッシーミュージック）は毎年春に福岡県福岡市で開催されているミュージックフェスティバルイベントの1つである。
『自然の中で子供から大人まで家族みんなで楽しめる音楽イベント』をコンセプトとし、障がい者の方に安心して来てもらえるイベントになるようバリアフリーや設備は初年度から力を入れて取り組んでいる。

## 概要
福岡のバーsound Bar brick（サウンド バー ブリック）が中心となり、2015年（平成26年）にはじめて開催、以後年一回開催されている。当初はベイサイドプレイスに隣接するサンセットパークで有料イベントとして開催された。数基のステージ、物販スペース、キッズエリア、スケートランプを特設して会場としている。
目的は「イベントを通してサーフィンやスケートボードというスポーツに子供から興味を持ってもらい魅力や情報を伝えること」とし、楽曲は基本的にジャンルレス。
2018年（平成29年）で第4回目を迎え、舞鶴公園へと会場を移動した。